# Głuchy (województwo mazowieckie)
Głuchy – wieś w Polsce położona w województwie mazowieckim, w powiecie wyszkowskim, w gminie Zabrodzie. Ma status sołectwa.
Prywatna wieś szlachecka Laskowo-Głuche położona była w drugiej połowie XVI wieku w powiecie kamienieckim ziemi nurskiej województwa mazowieckiego. W latach 1975–1998 miejscowość administracyjnie należała do województwa ostrołęckiego.
Wieś Głuchy (dawna nazwa Lasków Głuchy, była połączeniem dwóch wsi: Lasków i Głuchy) to miejsce narodzin 24 września 1821 roku Cypriana Kamila Norwida. Norwid spędził tu swoje wczesne dzieciństwo. Został ochrzczony w kościele parafialnym w pobliskiej Dąbrówce, gdzie na cmentarzu 11 kwietnia 1825 roku pochowano jego matkę. Po jej śmierci 4 letni Cyprian i jego rodzeństwo wyjechali z rodzinnych Głuch do odległej o 20 km Strachówki, do swojej prababki, miecznikowej Hilarii Sobieskiej. Gdy ona zmarła, zamieszkał z ojcem i braćmi w Warszawie.
Po śmierci ojca w 1835 roku poeta często wracał w rodzinne strony, spędzając wakacje w Głuchach oraz w Dębinkach, w pałacu swego dziadka Ksawerego Dybowskiego, odbywał też wycieczki krajoznawcze z przyjaciółmi z kręgu „Cyganerii Warszawskiej”. Do ziemi rodzinnej wspomnieniami wracał też w swoich utworach.
Wierni kościoła rzymskokatolickiego należą do parafii Podwyższenia Krzyża Świętego w Dąbrówce.

## Zabytki
- Zespół dworski: dwór, park z XVIII-XIX w. wpisany do rej. zabytków NID A-392 z 18.11.1959 i z 20.01.1976

Dworek modrzewiowy, piętrowy z gankiem wspartym na czterech słupach, nakryty czterospadowym dachem krytym gontem.
W parku przydworskim z połowy XIX wieku rośnie wiele cennych drzew, zachowała się również aleja wysadzana starymi lipami oraz aleja dojazdowa wysadzana klonami i grabami, a także pomnik przyrody – klon srebrzysty.
Dwór wzniesiony przez rodzinę Zdzieborskich (z której pochodziła matka Norwida) w końcu XVIII wieku, następnie należał do Jana Norwida (ojca Cypriana Kamila). W latach 1824–1911 znajdował się w posiadaniu rodziny Suskich, następnie w posiadaniu krewnych Norwidów – Jeziorańskich.
W latach 1903–1920 mieszkał tu rzeźbiarz Bolesław Jeziorański, który jest autorem pomnika Tadeusza Kościuszki i rzeźb w gminie Dąbrówka. Po jego śmierci właścicielami dworu były dzieci rzeźbiarza.
W latach 1964–1996 dwór należał do reżysera Andrzeja Wajdy i jego żony Beaty Tyszkiewicz.